# Трав'янка реюньйонська
Трав'я́нка реюньйонська (Saxicola tectes) — вид горобцеподібних птахів родини мухоловкових (Muscicapidae). Ендемік Реюньйону.

## Таксономія

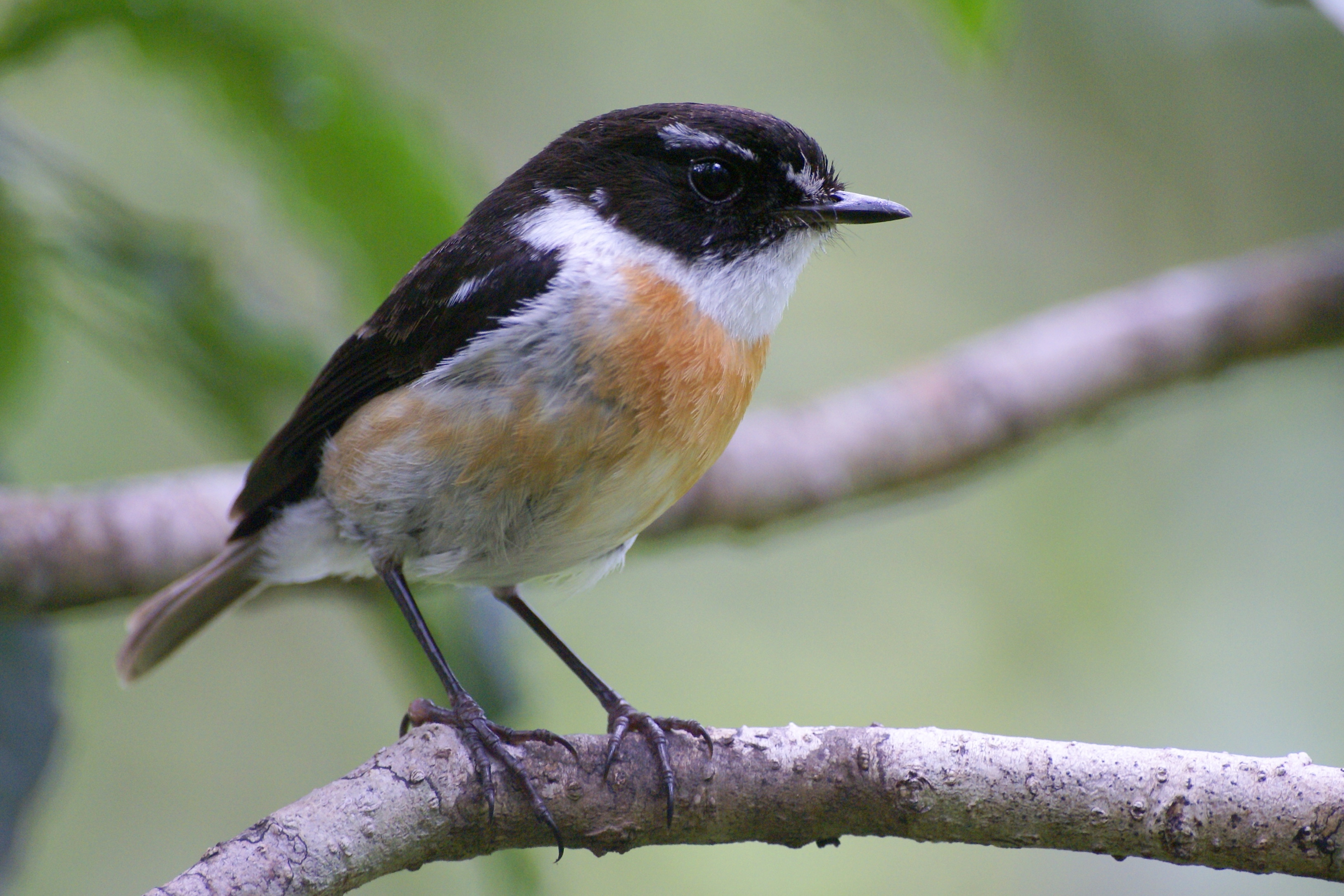
Самець реюньйонської трав'янки

Реюньйонська трав'янка входить до надвиду чорноголової трав'янки, а її найближчим родичем є мадагаскарська трав'янка. Реюньйонська трав'янка відділилася від інших видів приблизно 2-2,5 мільойнів років тому, в пізньому пліоцені.

## Опис
У самців верхня частина тіла переважно чорна, нижня частина тіла переважно біла. Над очима білі "брови" (іноді вони відсутні), на горлі "напівкомір", на крилах білі плями, на грудях оранжева пляма. У самиць верхня частина тіла більш коричнева, нижня частина тіла більш охриста, плями на крилах відсутні. Біле горло і білі "брови" є найбльш помітними зовнішиніми ознаками, за якими можна відрізнити реюньйонську трав'янку від африканської трав'янки, у якої голова повністю чорна.

## Поширення і екологія
Реюньйонські трав'янки є ендеміками острова Реюньйон в групі Маскаренських островів. Вони живуть в лісах, чагарникових заростях, на плантаціях і в садах по всьому острову. Живляться комахами.

## Збереження
МСОП класифікує цей вид як такий, що не потребує особливих заходів зі збереження. За оцінками дослідників, популяція реюньйонських трав'янок становить від 100 до 500 тисяч птахів. Це досить поширений вид в межах свого ареалу.